# 2003 Olympus배 온게임넷 스타리그
2003 Olympus배 온게임넷 스타리그는 온게임넷의 10번째 스타리그이다. 2003년 4월 4일부터 2003년 7월 13일까지 개최되었다.

## 특이사항
- 모든 리그를 통틀어 최초로 한국 가수의 곡 사용.(이철민-신세계, Inst.로만 사용됐다.)
- 사상 최초 4시즌 동안 사용된 맵 탄생(Neo Bifrost)
- 오리지널버전이 아닌 이미테이션 버전으로 수정한 맵 사용(신개마고원)[1]
- 최초로 공식맵에서 섬맵 제외
- 방의 개념을 도입한 맵 등장(Guillotine)
- 듀얼토너먼트 시드자인 김동수의 은퇴로 추가선발전 진행 (각 조 3위만 출전) - 추가선발전 승자 나도현
- Zerg 정규리그 준우승 징크스 지속 + 이윤열 우승자 징크스 16강 탈락
- 2시즌 연속 8강에 프로토스 입성 실패
- 임요환 VS 이재훈의 바카닉 경기가 나온 대회(이 경기로 인해 전용준 캐스터가 MC용준이란 별명을 얻게 됨)
- 우승 후 서지훈의 눈물이 화제가 되었음
- 결승전 식전행사를 토크쇼 형식으로 진행.
- 결승장소 : 서울 잠실실내체육관

## 예선 통과자
| A조    | B조    | C조    | D조    | E조    | F조    | G조    | H조    | I조    | J조    | K조    | L조    |
| ------ | ------ | ------ | ------ | ------ | ------ | ------ | ------ | ------ | ------ | ------ | ------ |
| 박신영 | 나도현 | 조정현 | 전태규 | 임균태 | 박용욱 | 박성훈 | 박동욱 | 이현승 | 최수범 | 윤정민 | 이재항 |
| M조    | N조    | O조    | P조    | Q조    | R조    | S조    | T조    | U조    | V조    | W조    | X조    |
| 김정민 | 강 민  | 최인규 | 이재훈 | 정재호 | 나경보 | 임성춘 | 조병호 | 박상익 | 장진수 | 문준희 | 김성제 |

## 2002 3차 챌린지리그
- 24강 풀리그 방식 → 24강 원데이 듀얼방식
- 승자조 승자 (조 1위)는 듀얼토너먼트에 진출과 동시에 A조와 B조로 나눠서 더블 풀리그로 진행한다.
- 최종전 승자 (조 2위)는 듀얼토너먼트에 진출한다.
- 순위결정전에서 각 조 1위를 한 선수는 결승전(스타리그 4번 시드 결정전)에 진출한다.
- 5전 3선승제로 진행하여, 승자가 스타리그 4번 시드를 획득한다.

| 조  | Match1 | Match1 | Match2 | Match2 | 승자전 | 승자전 | 패자전 | 패자전 | 최종전 | 최종전 |
| A조 | 최인규 | 박성훈 | 전태규 | 박신영 | 전태규 | 최인규 | 박성훈 | 박신영 | 최인규 | 박성훈 |
| B조 | 나도현 | 문준희 | 김성제 | 임균태 | 김성제 | 나도현 | 임균태 | 문준희 | 임균태 | 나도현 |
| C조 | 박용욱 | 나경보 | 김정민 | 이현승 | 박용욱 | 김정민 | 나경보 | 이현승 | 김정민 | 나경보 |
| D조 | 장진수 | 이재훈 | 박동욱 | 최수범 | 장진수 | 박동욱 | 이재훈 | 최수범 | 이재훈 | 박동욱 |
| E조 | 조병호 | 조정현 | 강민   | 정재호 | 강민   | 조병호 | 조정현 | 정재호 | 조병호 | 조정현 |
| F조 | 박상익 | 임성춘 | 윤정민 | 이재항 | 박상익 | 윤정민 | 이재항 | 임성춘 | 이재항 | 윤정민 |

### 최종 1위 결정전
| A조    | A조     | B조    | B조     |
| ------ | ------- | ------ | ------- |
| 전태규 | 1승 3패 | 장진수 | 2승 2패 |
| 박용욱 | 3승 1패 | 박상익 | 1승 3패 |
| 김성제 | 2승 2패 | 강민   | 3승 1패 |

|  | 결승전 |        |   |
|  |        |        |   |
|  | 강민   | 강민   | 2 |
|  | 박용욱 | 박용욱 | 3 |

### 와일드카드전
| 박성훈 | 1승 1패 |
| 윤정민 | 0승 1패 |
| 박동욱 | 2승 1패 |
| 나경보 | 0승 1패 |
| 조정현 | 0승 1패 |
| 나도현 | 2승 0패 |

## 3차 듀얼토너먼트 진출자
- 테란 : 최인규, 김정민, 나도현
- 저그 : 임균태, 장진수, 박상익, 이재항
- 프로토스 : 박용욱(스타리그 자동 진출), 전태규, 김성제, 이재훈, 강민, 조병호

## 2002 3차 듀얼토너먼트
| 조  | Match1 | Match1 | Match2   | Match2 | 승자전 | 승자전   | 패자전 | 패자전 | 최종전   | 최종전 |
| A조 | 성학승 | 강민   | 강도경   | 최인규 | 성학승 | 강도경   | 강민   | 최인규 | 강도경   | 강민   |
| B조 | 서지훈 | 조병호 | 박상익   | 한웅렬 | 서지훈 | 박상익   | 한웅렬 | 조병호 | 박상익   | 한웅렬 |
| C조 | 김현진 | 김성제 | 베르트랑 | 김정민 | 김현진 | 베르트랑 | 김성제 | 김정민 | 베르트랑 | 김성제 |
| D조 | 장진수 | 박정석 | 이운재   | 이재항 | 이운재 | 장진수   | 이재항 | 박정석 | 장진수   | 이재항 |
| E조 | 임요환 | 임균태 | 전태규   | 장진남 | 전태규 | 임요환   | 장진남 | 임균태 | 임요환   | 장진남 |
| F조 | 나도현 | 박경락 | 이재훈   | 변길섭 | 이재훈 | 나도현   | 박경락 | 변길섭 | 박경락   | 나도현 |

## 16강

### 출전 선수
| 종족     | 명 | 이름                                             |
| 테란     | 6  | 김현진 베르트랑 서지훈 이운재 이윤열 임요환      |
| 저그     | 7  | 강도경 박경락 박상익 성학승 장진수 조용호 홍진호 |
| 프로토스 | 3  | 박용욱 이재훈 전태규                             |

### 본경기
16강 조추첨에 따라 결정된 조에 따라서 한 선수가 한 경기씩 총 세 경기를 펼치게 되며, 한 조로 볼 때 총 여섯 경기를 치르게 된다.
| A조    | A조     | B조    | B조     | C조    | C조     | D조      | D조     |
| ------ | ------- | ------ | ------- | ------ | ------- | -------- | ------- |
| 이윤열 | 1승 2패 | 조용호 | 2승 1패 | 홍진호 | 2승 1패 | 박용욱   | 0승 3패 |
| 임요환 | 2승 1패 | 이운재 | 0승 3패 | 전태규 | 1승 2패 | 베르트랑 | 1승 2패 |
| 이재훈 | 1승 2패 | 성학승 | 1승 2패 | 김현진 | 0승 3패 | 박상익   | 2승 1패 |
| 박경락 | 2승 1패 | 서지훈 | 3승 0패 | 강도경 | 3승 0패 | 장진수   | 3승 0패 |

## 8강

### 본경기
8강 조추첨에 따라 결정된 조에 따라서 한 선수가 한 경기씩 총 세 경기를 펼치게 되며, 한 조로 볼 때 총 여섯 경기를 치르게 된다.
| A조    | A조     | B조    | B조     |
| ------ | ------- | ------ | ------- |
| 임요환 | 2승 1패 | 박경락 | 3승 0패 |
| 조용호 | 1승 2패 | 서지훈 | 2승 1패 |
| 홍진호 | 2승 1패 | 강도경 | 0승 3패 |
| 장진수 | 1승 2패 | 박상익 | 1승 2패 |

## 4강 ~
|  | 준결승전 | 준결승전 | 준결승전 |  |  | 결승전 | 결승전 | 결승전 |
|  |          |          |          |  |  |        |        |        |
|  | A1       | 임요환   | 0        |  |  |        |        |        |
|  | B2       | 서지훈   | 3        |  |  |        |        |        |
|  |          |          |          |  |  | W1     | 서지훈 | 3      |
|  |          |          |          |  |  | W2     | 홍진호 | 2      |
|  | A2       | 홍진호   | 3        |  |  |        |        |        |
|  | B1       | 박경락   | 0        |  |  | 3위    | 3위    | 3위    |
|  |          |          |          |  |  |        |        |        |
|  |          |          |          |  |  | L1     | 임요환 | 3      |
|  |          |          |          |  |  | L2     | 박경락 | 1      |

## 우승
| 2003 Olympus배 온게임넷 스타리그 우승 |
| ------------------------------------- |
| 서지훈 (첫 번째 우승)                 |

## 대회 결과
- 우승 서지훈, 준우승 홍진호, 3위 임요환, 4위 박경락

## 사용 맵 정보
| 종족   | Guillotine | Neo Bifrost | Sin Gaema Gowon | Nostalgia |
| ------ | ---------- | ----------- | --------------- | --------- |
| 인원   | 4          | 2           | 4               | 4         |
| P vs Z | 0:0        | 0:1         | 0:2             | 0:2       |
| Z vs T | 4:1        | 3:3         | 2:4             | 3:5       |
| T vs P | 1:0        | 1:0         | 0:1             | 0:1       |
| Z vs Z | 5번        | 3번         | 2번             | 2번       |
| T vs T | 2번        | 2번         | 0번             | 1번       |
| P vs P | 0번        | 0번         | 0번             | 0번       |